# Sozialistischer Deutscher Studentenbund
Der Sozialistische Deutsche Studentenbund (SDS) war ein politischer Studentenverband in Westdeutschland und West-Berlin, der von 1946 bis 1970 bestand. Er war der Hochschulverband der Sozialdemokratischen Partei Deutschlands (SPD), bis sich im Mai 1960 der Sozialdemokratische Hochschulbund (SHB) von ihm abspaltete.  Im November 1961 schloss die SPD-Führung den SDS aus. Dieser bildete von 1962 bis zu seiner Selbstauflösung am 21. März 1970 die einzige deutsche parteiunabhängige sozialistische Hochschulorganisation. Er verstand sich als Teil der internationalen Neuen Linken, seit 1966 auch als Teil der westdeutschen Außerparlamentarischen Opposition (APO), und vertrat einen antiautoritären Sozialismus. Er beeinflusste wesentlich die westdeutsche Studentenbewegung der 1960er Jahre. Diese zerfiel besonders seit dem Attentat auf den Studentenführer Rudi Dutschke (11. April 1968) in verschiedene, untereinander verfeindete K-Gruppen, linkssozialistische sowie einige terroristische Gruppen.

## Entstehung
Die SPD-nahen Studentengruppen der Weimarer Republik hatten 1922 einen Verband der sozialistischen Studentengruppen Deutschlands und Österreichs gegründet, der sich 1929 in Sozialistische Studentenschaft Deutschlands und Österreichs umbenannte und bis 1933 bestand. Der SDS stand in keiner Kontinuität zu ihm. Er entstand aus dem Zusammenschluss studentischer Gruppen, die sich nach dem Zweiten Weltkrieg an Hochschulstandorten neu bildeten und ab Sommer 1946 politisch betätigen durften. Einige standen der SPD nahe und unterstützten deren Abgrenzungskurs gegen die KPD, so die Gruppen im Raum Hessen; andere verstanden sich bewusst überparteilich, so die damals größte Teilgruppe aus Münster. Die SPD-Führung um Erich Ollenhauer vermittelte die Kontakte zwischen ihnen und lud sie im Juli 1946 zu einer interzonalen Delegiertentagung nach Hamburg ein. An diesem Gründungskongress vom 3. bis 6. September 1946 nahmen mehr als 90 Delegierte aus 20 Hochschulorten teil. Nur die Gruppe an der Humboldt-Universität zu Berlin kam aus der SBZ.
Ob man einen sozialdemokratischen oder parteiunabhängigen Verband gründen sollte, war stark umstritten. Ollenhauer verhinderte das Scheitern des Kongresses, indem er zwar ein Bekenntnis zum demokratischen Sozialismus, aber keine SPD-Mitgliedschaft verlangte und eine organisatorische Unabhängigkeit befürwortete. Mit der Annahme einer entsprechenden Satzung, die den lokalen Mitgliedsgruppen autonome Aufnahme- und Ausschlussrechte zusprach, gründeten die Delegierten den von der SPD formal unabhängigen SDS. Das danach einstimmig angenommene Gründungsprogramm verlangte, „durch soziale Gerechtigkeit die freie Entfaltung der Persönlichkeit“ zu ermöglichen. Nur die „Tat überzeugter Sozialisten“ könne dieses Ideal verwirklichen, gleich ob sie „aus religiösen, ethischen oder ökonomischen Motiven“ handelten. Die politischen Ziele entsprachen teils wörtlich den Forderungen des SPD-Vorsitzenden Kurt Schumacher, der die Studenten am zweiten Kongresstag auf die SPD-Ideen verpflichtete und ihnen einen späteren Parteieintritt nahelegte. Nach einem Referat des religiösen Sozialisten Emil Fuchs wurde ein Fachreferat zur Verständigung zwischen Christentum und Sozialismus gegründet. Einen ethischen Sozialismus vertrat unter anderen der erste SDS-Vorsitzende Heinz-Joachim Heydorn.

## Entwicklung bis 1950
Am 5. Januar 1947 verlangte die SPD, in die SDS-Satzung aufzunehmen, dass nur Parteilose oder SPD-Mitglieder dem SDS angehören dürften. Zugleich sagte sie die publizistische und politische Unterstützung durch SPD-Ortsvereine und Stipendien für SDS-Mitglieder zu. Die meisten lehnten die Satzungsänderung dennoch ab. Die zweite Delegiertenkonferenz im August 1947 beschloss jedoch mehrheitlich, dass „eine Mitgliedschaft und ein Bekenntnis zur KPD/SED nicht mit dem demokratischen und freiheitlichen Sozialismus zu vereinbaren ist“. Was „Bekenntnis“ heißen sollte, wurde dann genauer definiert. Weil die SDS-Landesbeiräte das alleinige Recht zum Ausschluss erhielten, stimmten auch SDS-Gruppen zu, die Kommunisten nicht generell ausschließen wollten. Nur der SDS-Landesbeirat Nordrhein-Westfalen wandte sich zunächst gegen diesen Beschluss. Auf Druck der SPD und des neuen SDS-Vorsitzenden Helmut Schmidt blieb nur die SDS-Gruppe Münster dabei. Als der Bundesvorstand ihr den Ausschluss androhte, trat deren Vorsitzender zurück. Der neue Münsteraner Vorsitzende schloss elf KPD-Anhänger aus und meldete dem Bundesvorstand, es sei gelungen, „durch den kompromißlosen Ausschluß aller andersdenkenden Elemente den Bund endgültig zu bereinigen“. Der Vorgang wurde bei der Delegiertenkonferenz 1948 nur knapp erwähnt.
Seit der Gründung forderte der SDS die Öffnung der Hochschulen für „alle Befähigten“ unabhängig von ihrer sozialen Lage. Eine 1947 beschlossene Programmvorlage forderte gleiche Zulassungsbedingungen, bevorzugte Aufnahme sozial benachteiligter Studienbewerber bei gleicher Leistung und Stipendien für sie. Auch frühere einfache Wehrmachtssoldaten und Notabiturienten seien wegen verlorener Ausbildungszeiten vorrangig aufzunehmen. Nur Offiziere, die am Widerstand gegen den Nationalsozialismus und/oder Neuaufbau einer Demokratie beteiligt waren, sollten studieren dürfen, nicht die übrigen, weil sie sich für eine Laufbahn im „preußischen Obrigkeitsstaat“ entschieden hätten. Auf Intervention von Helmut Schmidt wurde dieser umstrittene Teilausschluss knapp abgelehnt. Die Forderung, die Haltung von Professoren in der NS-Zeit zu überprüfen, wurde als „utopisch“ fallengelassen. Für die beschlossenen Forderungen suchte der SDS dann Bündnisse mit Gewerkschaften, SPD-Kultusministern, Institutionen der SPD und (trotz deren internem Ausschluss) der KPD: Sie sollten Stipendien für vom SDS vorgeschlagen sozial benachteiligte Studenten gewähren, bis diese Förderung auf Staatsebene durchgesetzt wäre. Dazu sollte die SPD die 1933 verbotene Friedrich-Ebert-Stiftung neu gründen. Dies geschah im Herbst 1947. 1948 forderte ein SDS-Ausschuss für Hochschulreform zudem völlige Gebührenfreiheit, Existenzsicherung und einen Studienlohn für alle Studenten, Förderkurse für berufstätige Nichtabiturienten und Begabtenförderung. Eine von der Einkommensteuer abgezweigte progressive Erziehungssteuer sollte die Mittel dafür gewährleisten.
Infolge der Währungsreform von 1948 verloren viele SDS-Mitglieder und SDS-Gruppen ihre Rücklagen. Die Delegiertenkonferenz forderte daraufhin von SPD-Landesregierungen eine allgemeine Schul- und Hörgeldfreiheit, zumindest für die unteren Einkommensklassen. Die SPD ließ ihre Zuschüsse weiterlaufen und gewährte Stipendien, so dass zwar nicht alle mittellosen Studenten weiterstudieren konnten, aber der SDS erhalten blieb. Nach der Wahl des neuen Vorsitzenden John van Nes Ziegler im Juli 1948 verlegte der Bundesvorstand seinen Sitz nach Köln. Die Delegiertenkonferenz vom September 1949 beschloss eine Satzungsänderung, nur noch einen Bundesvorsitzenden zu wählen statt wie bisher zwei, und dessen Wiederwahl zu ermöglichen. Ziegler wurde dann mit großer Mehrheit wiedergewählt. Auf sein Bestreben trat der SDS im Herbst 1950 in die 1947 gegründete Sozialistische Bewegung für die Vereinigten Staaten von Europa ein, bis die Delegiertenkonferenz von 1952 den Austritt beschloss.

## Kampf gegen die Korporationen
Ab Januar 1951 erweiterte der Berliner SDS seinen internen Rundbrief zum Bundesorgan des SDS namens Unser Standpunkt. Ab März 1951 gab der Bundesvorstand das als Theorieorgan konzipierte Monatsblatt aufklärung heraus, das zunächst mit dem Bundesrundbrief zusammen versandt wurde, ab September 1951 aber eine eigene Redaktion erhielt.
Seit 1949 beobachtete der SDS zunehmende Aktivitäten der Studentenverbindungen (Korporationen) und warnte alle Kultusminister und Hochschulrektoren vor dem „Wiederaufleben der alten Korporationen“, deren überholtes „Standesbewusstsein“ zu einer „ernsten Bedrohung demokratischer Gesinnung“ führe. 
1950 bildeten zuerst der SDS Kiel, dann weitere SDS-Gruppen mit anderen Studentengruppen lokale Aktionsbündnisse gegen die „Korps“. Daraus entstand der Ring Politischer und Freier Studentenverbände und Gemeinschaften Deutschlands (kurz „Ring“). Sein Statut forderte nur ein allgemeines Bekenntnis zu den demokratischen Grundwerten. Von den Mitgliedsgruppen beschloss nur der SDS im September 1951, Mitglieder in schlagenden, farbentragenden und antidemokratischen Verbindungen aus dem SDS auszuschließen. Claus Arndt (SDS-Vorstand) erklärte den Kampf gegen die „Brutstätten des antiquiertesten Nationalismus und Chauvinismus“ und ihre „Stellen- und Ämterpatronage“ (1951/52) sowie gegen „jedes Auftauchen neuer nazistischer und insbesonderer antisemitischer Tendenzen in der deutschen Studentenschaft“ 1952 zur Hauptaufgabe des SDS. Dieser schloss sich Erich Lüths Initiative „Friede mit Israel“ an. Diese Merkmale machten ihn für Familienangehörige von in der NS-Zeit Verfolgten attraktiv.
1952/53 wies der SDS Aufrufe antisemitischer Verbindungsstudenten zur Solidarität mit dem früheren NS-Filmemacher Veit Harlan zurück, ließ einen illegalen „Paukboden“ per Strafanzeige auffliegen und bekämpfte staatliche Zuschüsse für Verbindungen. Auf seinen Vorstoß hin fasste der SPD-Parteitag vom Juli 1954 trotz vieler SPD-Mitglieder in Alterherrenverbänden ebenfalls einen Unvereinbarkeitsbeschluss für „aktive“ (studierende) Korporationsmitglieder, der bis 1966 bestand. Jedoch konnte der SDS den „Ring“ und den Verband Deutscher Studentenschaften nicht auf ein gemeinsames Vorgehen gegen die Korporationen verpflichten. Der Ring Christlich-Demokratischer Studenten (RCDS) traf stattdessen Sondervereinbarungen mit der Bundesregierung. Daran zerbrach der „Ring“ im Juli 1955. Fortan blieben der SDS und der RCDS politische Gegner.

## Debatte zur Wiederbewaffnung
Bei seiner Jahreskonferenz 1950 diskutierte der SDS erstmals die Pläne der Bundesregierung zur Wiederbewaffnung der Bundesrepublik. Einige bejahten diese nur im Rahmen einer europäischen Armee, die meisten lehnten sie strikt ab. Zieglers Kompromissvorschlag fand eine Mehrheit: Der SDS lehne die westdeutsche Remilitarisierung ab und sehe die notwendige Verteidigung gegen jede Diktatur „im vollen Einsatz der Weltdemokratien zur Sicherung der Lebensrechte und der Freiheit der arbeitenden Menschen“. Zwei Wochen danach verlangte SDS-Bundessekretär Günther Bantzer im Auftrag der SPD, alle SDS-Gruppen sollten geeignete Kandidaten für die damals aufgestellte Polizeitruppe melden, die als Kern einer künftigen Bundeswehr galt. Er fügte hinzu, er hoffe auf möglichst wenige Meldungen.
1951 verlangte die Berliner SPD vom SDS, die Europäische Verteidigungsgemeinschaft (EVG) angesichts der Aggression der Sowjetunion zu bejahen. Dagegen versuchte vor allem der SDS Münster, den gesamten SDS auf einen strikten Antimilitarismus zu verpflichten, und warf „älteren führenden Genossen“ der SPD Geschichtsvergessenheit vor. Er zog seinen Antrag jedoch auf Druck des SPD- und SDS-Vorstands zurück. Die Delegiertenkonferenz 1952 diskutierte einen neuen Resolutionsentwurf gegen die Remilitarisierung, der der Sowjetunion die Schuld an den Plänen dazu gab. Darüber wurde nicht abgestimmt, um den Verbandsfrieden und Konsens mit der SPD-Führung zu wahren.
Bei einer „Wehrkonferenz“ im Juni 1953, an der SDS-Vertreter teilnahmen, forderte der „Ring“ eine künftige westdeutsche „Wehrverfassung“, die allgemeine Wehrpflicht und das Recht auf Kriegsdienstverweigerung nur für jene, die andere „Opfer für die Gemeinschaft“ geben würden. Was einfache Wehrmachtssoldaten von den NS-Verbrechen wussten, wurde nur am Rande diskutiert. Daraufhin sprachen einige SDS-Gruppen dem SDS-Vorstand ihr Misstrauen aus und forderten eine außerordentliche Delegiertenkonferenz. Der Bundesvorstand um Ulrich Lohmar stellte die laufenden Finanzmittel für sie ein und forderte ein selbständiges politisches Entscheidungsrecht, um der antimilitaristischen Strömung im SDS „mit rationalen politischen Erwägungen beizukommen“. Die bisherigen Delegiertenbeschlüsse hätten nur einen Wehrbeitrag in Form der EVG, nicht jede Verteidigungsarmee abgelehnt. Sozialisten müssten prinzipiell zum notfalls militärischen Schutz ihrer Grundwerte bereit sein. Er unterstellte den Antimilitaristen, die einen neuen Weltkrieg befürchteten, einen ahistorischen Pazifismus. Nach dem Aufstand vom 17. Juni 1953 und der Niederlage der SPD bei der zweiten Bundestagswahl verlor diese Strömung vorerst an Einfluss im SDS.
Bei der SDS-Wehrtagung (30. September bis 3. Oktober 1953) begründete Lohmar seine Position: Individuelle Freiheit sei in der Bundesrepublik verwirklicht, bilde die Basis für noch ausstehende soziale Gleichheit und müsse daher gegen die sowjetische Bedrohung militärisch geschützt werden. Um die deutsche Wiedervereinigung nicht zu verbauen, sei eine militärisch neutrale Zone in Europa besser als die Westintegration. Da eine Wählermehrheit dieser jedoch zugestimmt habe, sei die Bundeswehr unausweichlich. SPD und SDS müssten die künftige Wehrverfassung demokratisch mitgestalten. Die Gegenposition, die Remilitarisierung sei ein Schritt zum nächsten Krieg, wurde als ahistorisch und apolitisch zurückgewiesen. Der SPD-Vertreter Fritz Erler bestätigte, dass auch die SPD nicht jede westdeutsche Armee, sondern nur die EVG als Hindernis der Wiedervereinigung ablehne. Bei drei Kampfabstimmungen wurde die Vorstandsposition knapp bejaht. Der SDS war somit in zwei fast gleich große Lager von Gegnern und Befürwortern der Remilitarisierung gespalten.
Als eine Bundestagsmehrheit für die Bundeswehr und den NATO-Beitritt absehbar wurde, beschloss die SDS-Bundeskonferenz im Dezember 1954 einstimmig, die Wiederaufrüstung auch mit legalen außerparlamentarischen Kampfmitteln zu bekämpfen. Zudem forderte sie, eine Kriegs- und Wehrdienstverweigerung auch aus politischen Gründen zuzulassen. Im Februar 1955 unterzeichnete Lohmar für den SDS das „Deutsche Manifest“ (Januar 1955) der Paulskirchenbewegung. Gleichwohl beteiligte sich der SDS kaum daran. Bei der SDS-Konferenz im April 1955 begründete Lohmar das damit, dass die bei Wahlen erfolglose Gesamtdeutsche Volkspartei Gustav Heinemanns die Bewegung dominiere. Der SDS dürfe sich nicht an diese Partei binden. Daraufhin lehnte die Konferenz die Bildung überparteilicher Studentenausschüsse gegen die Wiederbewaffnung ab und forderte stattdessen nur SPD und DGB auf, „eine echte Volksbewegung zur Wiederherstellung der deutschen Einheit“ zu schaffen. Die SDS-Konferenz im Oktober 1955 erklärte den Kampf gegen die Wiederbewaffnung zur „Voraussetzung aller sozialistischen Politik“. Erstmals verlangte der SDS bei einer „Beeinträchtigung der demokratischen Grundordnung“, die die Wiederbewaffnung für ihn bedeutete, explizit auch politische Streiks. Statt der Forderung, alle SDS-Mitglieder sollten den Wehrdienst verweigern, beschloss die Konferenz: SDS-Mitglieder sollten Wehrdienst nur dann leisten, wenn ihr Gewissen sie dazu verpflichte. Damit wurde der SDS, der bis 1953 an einer demokratischen Wehrverfassung mitarbeiten wollte, zu einer radikalen Opposition gegen jeden Aufbau einer deutschen Armee. Die SDS-Mehrheit sah darin eine gesamtgesellschaftliche Restauration, die nicht von der Hochschulpolitik zu trennen sei. Lohmar dagegen sah den Kurswechsel als Abkehr von hochschulpolitischen Aufgaben, die den Primat der SPD-Außenpolitik in Frage stelle. Folglich gab er den SDS-Vorsitz auf und wurde durch Otto Fichtner abgelöst.

## Debatte zur Deutschlandpolitik
Die Delegiertenkonferenz 1954 forderte, die Bundesregierung müsse die vier Siegermächte zu Verhandlungen über die Wiedervereinigung drängen. Ein Antrag, direkte Gespräche mit der DDR nicht länger auszuschließen, wurde auf Druck Lohmars auf Gespräche über nachrangige Fragen begrenzt. Eine schmale SDS-Mehrheit lehnte alle Kontakte zwischen west- und ostdeutschen Hochschulen ab. Auf Kontaktversuche der FDJ forderte Lohmar die Freilassung inhaftierter Studenten, Freiheit der Wissenschaft und Opposition gegen die Aufrüstung der DDR, die er weiter „SBZ“ nannte. Als einige SDS-Gruppen Kontakte mit DDR-Hochschulen beschlossen, setzte Lohmar die erste außerordentliche SDS-Bundeskonferenz (April 1955) durch. Er ging wie zuvor der SPD-Referent vom Vollzug der deutschen Teilung durch die Pariser Verträge aus, hielt aber am Ziel eines bündnisfreien gesamtdeutschen Staates fest. Dazu dürfe man nur mit der Sowjetunion, nicht mit DDR-Behörden verhandeln. Nur unpolitische, persönliche und wissenschaftliche Kontakte mit DDR-Bürgern seien zu fördern. Das stieß auf erheblichen Widerspruch, so dass die zuletzt beschlossene „Richtlinie“ nur Gespräche der „Organisation“ mit „stalinistischen Organisationen“ ausschloss, die FDJ nicht erwähnte und Studienreisen Einzelner oder von Gruppen in die DDR empfahl.
Mehrere SDS-Gruppen lehnten diese Richtlinie ab. Der SDS Frankfurt holte ein Rechtsgutachten ein und beschloss mehrheitlich eine Gegenrichtlinie, die alle möglichen Kontakte zu „Institutionen und Menschen der SBZ“ erlaubte. Daraufhin trennte sich die unterlegene Frankfurter Minderheit von ihm. Der SDS-Vorstand nahm diese Gruppe als neue Frankfurter SDS-Ortsgruppe auf und stellte der Mehrheit ein Ultimatum, seine Richtlinie zu akzeptieren. Diese lenkte ein und kündigte an, bei der nächsten Delegiertenkonferenz um eine Revision der Richtlinie zu kämpfen. Doch nun forderte Lohmar den Ausschluss von fünf ihrer Mitglieder, die sich zuvor mit FDJ-Vertretern getroffen hatten. Diese bestritten, dass es offizielle Gespräche waren. Nach drei Monaten Streit zog Lohmar seinen Ausschlussantrag zurück, und die Frankfurter Gruppen vereinten sich wieder. Die Delegiertenkonferenz 1955 beschloss mit großer Mehrheit eine neue Richtlinie, deren Wortlaut großenteils dem Frankfurter Entwurf entsprach: Sie betonte zu Beginn das SDS-Streben, die Kontakte mit den DDR-Bürgern und DDR-Hochschulen zu verstärken. Zuvor hatte der SDS-Linke Jürgen Kraft daran erinnert, dass der Stalinismus gerade linke Sozialdemokraten und Kommunisten brutal verfolgt und ausgerottet hatte, so dass der SDS keinesfalls mit der FDJ verhandeln könne. Der Vorschlag, die nächste SDS-Konferenz in Leipzig abzuhalten, wurde abgelehnt.

## Kampf gegen die Atombewaffnung
1956 wurde bekannt, dass die Bundesregierung die Bundeswehr mit Atomwaffen ausrüsten wollte. Im April 1957 verharmloste Bundeskanzler Konrad Adenauer diese Waffen als „Weiterentwicklung der Artillerie“. Dem widersprachen die Göttinger Achtzehn (12. April 1958). Im September 1957 gründeten Falken, DGB-Jugend, Naturfreundejugend und Kriegsdienstverweigerer die „Antimilitaristische Aktion“. Der SDS solidarisierte sich mehrheitlich damit und wählte neben SPD-loyalen Vertretern mit Wolfgang Büsch und Oswald Hüller zwei Antimilitaristen in seinen Vorstand. Zudem unterstützte er die SPD-Forderung, keine Lagerung und Produktion von Atomwaffen in der Bundesrepublik zuzulassen. Als die Bundesregierung den Rapacki-Plan zur Entmilitarisierung Mitteleuropas im Januar 1958 ablehnte, beteiligte sich der SDS an der von der Bundes-SPD initiierten außerparlamentarischen Bewegung Kampf dem Atomtod. Den Bundestagsbeschluss zur Atombewaffnung der Bundeswehr vom 25. März 1958 beschrieb das SDS-Bundesorgan Standpunkt als Untergang Deutschlands, den eine „von Propaganda-Millionen der Industrie eingekaufte Bundestagsmehrheit“ beschlossen habe. Der außerparlamentarische Protest sei die einzige Chance, die Nation noch vor dem drohenden Atomtod zu retten. Er müsse nach Gandhis Maximen als Ziviler Ungehorsam ständig verbreitert werden. An von SDS-Gruppen organisierten Anti-Atom-Kundgebungen an Hochschulorten beteiligten sich am 20./21. Mai 1958 mehr als 20.000 Menschen, darunter auch SDS-Kritiker der SPD wie Helmut Schmidt.
Nach ihrer Niederlage bei der Landtagswahl in Nordrhein-Westfalen 1958 thematisierte die SPD die Atombewaffnung bei weiteren Landtagswahlen nicht mehr und zog Zusagen an SDS-Vertreter für Wahlkampfauftritte dazu zurück. Die SPD-Bundestagsfraktion forderte junge SPD-Mitglieder auf, als Berufssoldaten in die Bundeswehr einzutreten. Die Mannheimer SDS-Konferenz im Oktober 1958 dagegen forderte, die SPD-Fraktion solle diesen Beschluss zurückziehen, weil er die Gesamtpartei unzulässig verpflichte, mit deren Anti-Atom-Position unvereinbar sei und alle Unterstützer des Wehrdienstverweigerungsrechts in der SPD bloßstelle. Der SDS beschloss zudem, die studentischen Aktionsausschüsse gegen die Atombewaffnung verstärkt zu unterstützen; Verzicht darauf wäre Opportunismus. Hüller und drei weitere Vertreter des linken Flügels wurden in den SDS-Vorstand gewählt. Das verdeutlichte eine gewachsene Opposition zur SPD-Führung.
Im Januar 1959 veranstalteten studentische Aktionsgruppen und Kampf-dem-Atomtod-Bewegung gemeinsam den Studentenkongreß gegen Atomrüstung in West-Berlin. Der Zeitschrift konkret nahestehende SDS-Mitglieder wie Ulrike Meinhof, Erika Runge, Eckart Spoo, Horst Stern und andere hatten im Juli 1958 durchgesetzt, dass der Kongress auch eine Gefährdung der bundesdeutschen Demokratie als Folge der Atomrüstung und die Deutschlandpolitik behandelte. Eine Kongressresolution forderte baldige Verhandlungen mit der DDR-Regierung über einen Friedensvertrag und mögliche „Formen einer interimistischen Konföderation“. Daraufhin verließen die SPD-Vertreter Helmut Schmidt und Kurt Mattick den Kongress unter Protest. Die folgende Kontroverse spaltete die Aktionsgruppen, und der studentische Widerstand gegen die Atomrüstung verebbte im Sommer 1959. Der SDS-Vorstand betonte, die Resolution stamme nicht von ihm und sei demokratisch zustande gekommen. Er sympathisierte aber mit dem Inhalt: Das verstärkte den Konflikt mit der SPD-Führung.
Auf deren Druck distanzierte sich der SDS-Vorstand bis zum 14. März 1959 von der Zeitschrift konkret und zog einen Beschluss zum Besuch der Weltjugendfestspiele in Wien zurück, nachdem die SPD dafür den Parteiausschluss angedroht hatte. Zum für Mai 1959 geplanten SDS-Kongress Für Demokratie, gegen Restauration und Militarismus in Frankfurt am Main lud Hüller fast nur linke SPD-Mitglieder und parteilose Linke als Referenten ein, darunter einen DDR-freundlichen Abgeordneten der britischen Labour Party. Der SPD-Vorstand fürchtete eine „kommunistische Einflussnahme“ und bewilligte weder Finanzmittel noch Referenten. Der Kongress beschloss mit den Stimmen der konkret-Fraktion eine Resolution, die die Bundeswehr als wachsende Gefahr für die deutsche Demokratie und die NATO als Gefahr für den Weltfrieden darstellte und ein sofortiges Beenden des Wettrüstens, Abrüstung, Abschaffung der Wehrpflicht und Ausschaltung des alten Offizierskorps für die Bundesrepublik forderte. Versuche der Referenten Wolfgang Abendroth und Ossip K. Flechtheim, auch die DDR einzubeziehen, wurden mehrheitlich knapp abgelehnt.

## Spaltung
Wegen der Frankfurter Resolution lud der SPD-Vorstand den SDS-Vorstand zu einem Krisengespräch ein. Am 3. Juni 1959 setzte dieser Hüller ab und wählte Günter Kallauch zum vorläufigen Nachfolger, um einer Spaltung und dem Austritt von lokalen SDS-Gruppen zuvorzukommen. Er distanzierte sich von den Teilen der Resolution, die der SPD-Position widersprachen, und sagte deren Führung zu, künftig für deckungsgleiche Positionen zu sorgen. Gleichwohl drohte diese mit einer Trennung vom SDS, falls dessen Linie sich intern nicht durchsetzen lasse. Helmut Schmidt und Egon Franke traten intern für die Neugründung sozialdemokratischer Hochschulgruppen und deren bundesweite Zusammenarbeit ein; Willy Brandt missbilligte den Kompromiss zwischen SPD- und SDS-Vorstand als sinnloses „Experiment“.
Rechte SDS-Gruppen in Berlin, Bonn, Braunschweig, Düsseldorf, Hannover, Kiel, München und Wilhelmshaven übten Druck auf die SPD-Führung aus, mit dem ganzen SDS-Vorstand zu brechen. Sie forderten eine sofortige Delegiertenkonferenz, um einen neuen Vorstand zu wählen. Einige wollten dort alle Gruppen aus dem SDS ausschließen, die sich nicht explizit von der Frankfurter Resolution distanzierten, und vollzogen das in ihrem Landesverband. Der frühere SDS-Vertreter Johannes Reinhold forderte als Ausschlusskriterium, die SPD müsse allen SDS-Gruppen ein Bekenntnis zum Parlamentarismus abverlangen. Der SPD-Vorstand unterstützte die Kommunikation zwischen jenen SDS-Gruppen, die den Verband bei ausbleibender Neuwahl des Vorstands spalten wollten. In Heidelberg, Saarbrücken, Köln und weiteren Hochschulorten bildeten sich im Jahresverlauf eigene sozialdemokratische Hochschulgruppen, die große Teile der ursprünglichen SDS-Satzung übernahmen.
Waldemar von Knoeringen (SPD-Vorstand) bereitete die SDS-Delegiertenkonferenz vom 30. Juli 1959 mit Regionalkonferenzen vor, an denen fast nur spätere SHB-Gründer teilnahmen. Das zur endgültigen Absetzung Hüllers nötige Quorum wurde knapp verfehlt, doch dieser verzichtete freiwillig auf sein Amt. Ihm zufolge sollte der SDS eine progressive Rolle ohne „tagespolitische Rücksichten“ in der sozialistischen Bewegung spielen und „sich abzeichnende Entwicklungstendenzen antizipieren“. Er kritisierte den Entwurf für das neue Godesberger Programm der SPD mit Bezug auf Wolfgang Abendroth scharf. Jürgen Seifert (SDS-Vorstand) kritisierte, der rechte SDS-Flügel lehne die gesamte Politisierung der vergangenen Jahre ab, begrenze den SDS auf Hochschulpolitik und studentische Selbstverwaltung und übernehme unterschiedslos den „irrationalen bürgerlichen Antikommunismus“. Das sei Ausdruck mangelnder Theorie-Arbeit im SDS. Alle Infiltrationsversuche aus dem Ostblock müssten scharf bekämpft und stalinistische Methoden abgewehrt werden. Kontakte zum Reformkommunismus ließ er jedoch offen. Knoeringen stellte der Konferenz dann sechs Bedingungen für weiteren Rückhalt der SPD, darunter die Ablehnung der Frankfurter Resolution und aller Beziehungen zur SED und ihren Ablegern, Verurteilung der konkret-Fraktion und des Kommunismus als Totalitarismus, Anerkennung der SPD als entscheidender Trägerin demokratisch-sozialistischer Ideen und Politik, Kontakte mit Ostblockstaaten nur mit Erlaubnis der SPD. Kein Vorstandsmitglied widersprach. Der SPD-Linke Peter von Oertzen unterstützte den Restvorstand und plädierte dafür, den Marxisten im SDS einen festen Platz einzuräumen. Oskar Negt betonte gegen rechte SDS-Vertreter, der Marxismus sei im SDS nie Ausschlussgrund gewesen, sondern nur die Mitgliedschaft in Korporationen und aktuell in der konkret-Fraktion. Hüller wurde nach heftiger Debatte ausgeschlossen, nicht aber der Restvorstand. Zwar wurde die Spaltung des SDS noch einmal vermieden, aber eine nachhaltige Klärung der inneren Gegensätze blieb aus. Nach schweren Bedenken erlaubte der SPD-Vorstand dem SDS die Teilnahme an einem internationalen Studentenseminar zum „Hochschulwesen in der DDR“ an der Universität Leipzig. Dabei kam es zu einem Wortgefecht der SDS-Teilnehmer mit Walter Ulbricht, das die konservative bundesdeutsche Presse lobte.
Der SDS hatte auf der Julikonferenz einstimmig beschlossen, Strafanzeigen gegen ehemalige Juristen der NS-Zeit zu unterstützen, die in der Bundesrepublik wieder Ämter bekleideten. Dazu holte der SDS Karlsruhe die Ausstellung Ungesühnte Nazijustiz zum Sitz des Bundesverwaltungsgerichts. Er gründete ein Organisationskomitee, das ohne Zustimmung des SDS-Vorstands zur Ausstellung einlud. Der SPD-Vorstand fürchtete erneut, dahinter stehe die konkret-Gruppe, lehnte Finanzhilfe für die Ausstellung ab und verlangte, die Ausstellungsdokumente zuerst den Parteigremien zuzustellen, die dann „erforderliche“ Rechtsschritte einleiten würden. SDS-Gruppen müssten sich von den Organisatoren distanzieren. Der SDS-Vorstand empfahl den lokalen SDS-Gruppen daraufhin, die Ausstellung in eigener Regie durchzuführen, und trat dem Karlsruher Komitee nicht bei. Obwohl hochrangige Juristen die Dokumente als echt beurteilten, wurden die folgenden Strafanzeigen fast alle rasch niedergeschlagen. Die SPD blieb bei ihrer Ablehnung und verhinderte, dass die Ausstellung in West-Berlin öffentliche Räume erhielt. Sie protestierte aber nicht gegen deren Durchführung im Februar 1960, weil die dortige jüdische Gemeinde unter Heinz Galinski diese mittrug.
Am 29. Januar 1960 beschloss der SPD-Vorstand, das SDS-Bundesorgan Standpunkt nicht mehr zu fördern und sozialdemokratische Hochschulgruppen, die das Godesberger Programm bejahten, ebenso wie den SDS anzuerkennen. Damit wurde diesem implizit ein Abbruch der Beziehungen angedroht, falls er das Godesberger Programm dauerhaft ablehnen würde. Als internen Grund nannte Knoeringen, der SDS-Vorstand gehe nicht konsequent gegen die Hüller-Fraktion vor und über insgesamt negative Kritik am SPD-Programm. Daher könne den schon bestehenden unabhängigen sozialdemokratischen Hochschulgruppen keine Wiedervereinigung mit dem SDS zugemutet werden. Dem SPD-Vorstand war klar, dass sein Beschluss Rivalitäten und Abspaltungen vom SDS fördern würde. Infolge seiner Mittelstreichung erschienen 1959 nur zwei Ausgaben des Standpunkts. Kurz nach dem Godesberger Parteitag veröffentlichte dieser eine schon länger geplante Kritik Wolfgang Abendroths am Godesberger Programm, der darin eine Anpassung in allen wesentlichen Politikbereichen an den bestehenden Kapitalismus feststellte. Obwohl sein Artikel zuvor auch im SPD-Organ Vorwärts erschienen war, sah die SPD-Führung darin nun einen schweren Affront. Auch eine Polemik von Jürgen Kraft erschien ihr nicht tolerierbar: In seiner Rezension eines Buchs zum Austrofaschismus kritisierte er den sozialdemokratischen Glauben an ein automatisches Hineinwachsen in den Sozialismus als „Teil des Nebels, den die herrschende Klasse verbreitet, um ihre Gottheiten vor Zudringlichkeiten zu schützen“.
Die rechten SDS-Gruppen und die unabhängigen sozialdemokratischen Hochschulgruppen arbeiteten seit Herbst 1959 auf einen eigenen zentralen Dachverband hin und verabredeten dazu ein gemeinsames Vorgehen. Die Bonner „Albert-Schweitzer-Gruppe im SDS“ trat am 6. Mai 1960 als Erste aus dem Bundesverband aus, blieb aber satzungswidrig im Landesverband und stimmte dort mit über dessen Austritt ab, der dann eine knappe Mehrheit erhielt. Die SDS-Gruppe Wilhelmshaven erklärte ihren Austritt am 7. Mai, verfehlte aber die dafür nötige Zweidrittelmehrheit und kündigte dennoch an, einen neuen überregionalen Hochschulbund mit zu gründen. Die Landesdelegiertenkonferenz Niedersachsen beendete mit den Stimmen austrittswilliger Ortsgruppen und noch nicht aufgenommener Delegierter (also formal ungültig) ihre Zusammenarbeit mit dem SDS-Bundesverband. Die rechten Mitglieder des SDS Berlin traten aus, als ihre Kandidaten keine Mehrheit für dessen Gruppenvorstand erhielten, und gründeten dann sofort ohne Legitimation einen neuen Landesverband, wählten einen Landesvorsitzenden und einen Kandidaten für den Vorsitz des angestrebten neuen Bundesverbands. Der SDS-Vorstand rief alle Mitglieder am 8. Mai dazu auf, die beschlossene Zusammenarbeit mit der SPD nicht aufzukündigen, um keinen Anlass für den befürchteten Parteiausschluss zu geben. Am 9. Mai gründeten 50 Delegierte von 12 Hochschulgruppen in Bonn den SHB, dessen Gründungsurkunde 28 weitere Gruppen dann unterzeichneten. Damit war die Spaltung vollzogen.

## Ausschluss aus der SPD
Die zunehmenden Spannungen zwischen SDS und SPD um das allgemeinpolitische Engagement des SDS gegen die Wiederbewaffnung, die Atomrüstung und vor allem das Godesberger Programm verstärkten Flügelkämpfe und Intrigen im SDS. 1961 fasste die SPD-Führung schließlich einen Unvereinbarkeitsbeschluss, der SDS-Mitglieder und -Sympathisanten aus der Partei ausschloss. Bereits im Mai 1960 hatte sich der SHB als parteitreue Abspaltung gebildet, der sich jedoch später ebenfalls radikalisierte.

## Konsolidierung der Unabhängigkeit (1962–1964)
Der Ausschluss aus der SPD erhöhte die Attraktivität des SDS für gesellschaftskritische Studenten. Bereits 1961 bezeichnete der Bundesvorsitzende Michael Schumann den SDS als Teil einer internationalen Neuen Linken, angelehnt an die britische New Left und die französische Nouvelle Gauche. Für viele wurde er laut Politikwissenschaftler Wolfgang Abendroth bis 1966 zur „einzigen funktionierenden sozialistischen Organisation in der Bundesrepublik“. 1964/65 bestand er aus 21 Hochschulgruppen, die größten in West-Berlin, Frankfurt am Main und Hamburg, gefolgt von kleineren in Kiel, Marburg, München und weiteren Hochschulstandorten. Gleichwohl bezogen 1964 nur rund 750 aktive Mitglieder das SDS-Informationsblatt. Weil Finanzmittel der SPD und des Bundesjugendplans entfallen waren, konnte der SDS-Vorstand nur wenig zentrale Aktivität entfalten, so dass die Ortsverbände mehr eigenen Einfluss erhielten. Politische Diskussion vollzog sich im SDS seit 1960 vor allem über dessen etwa alle zwei Monate erscheinende Zeitschrift neue kritik und jährliche Delegiertenkonferenzen. Bei der Konferenz im Oktober 1961 erklärte der Bundesvorstand den SDS zum „Teil der internationalen Arbeiterbewegung“ mit dem „Ziel einer geeinten demokratischen Gesellschaft, in der die Menschen von privatwirtschaftlicher und bürokratischer Verfügung und Verplanung befreit sind“. In diesem Sinne gehöre der SDS zur westeuropäischen Neuen Linken, die ohne selbständige Organisation unter Arbeitern, Schülern und Studenten zu finden sei. Der SDS grenzte sich gegen den Realsozialismus im Ostblock, gegen den westlichen Antikommunismus, die Bürokratisierung der Sozialdemokratie und deren Identifikation mit den eigenen „herrschenden Verhältnissen“ ab.
Dieses Selbstverständnis entsprach weitgehend dem Linkssozialismus, den der SDS wie der linke SPD-Flügel der 1950er Jahre vertreten hatte. Neu waren die bis 1970 durchgehaltenen internationalen Kontakte mit ähnlichen Kräften in Westeuropa, darunter die New-Left-Clubs in Großbritannien, die Parti socialiste unifié (PSU) in Frankreich, die Partito Socialista Italiano di Unità Proletaria (PSIUP) in Italien und die Sosialistisk Folkeparti in Dänemark. So vermied der SDS nach dem Bruch mit der SPD seine politische Isolierung. Welche gemeinsame politische Praxis diese Neue Linke verfolgen könne, blieb offen.
1962 gründete die Förderergesellschaft des SDS den Verein Sozialistischer Bund, um die Neue Linke zu fördern, zu vereinen und so eine neue Linkspartei vorzubereiten. Der SDS-Vorstand um Thomas von der Vring lehnte den Vorstoß ab, weil er keine Erfolgsaussicht dafür sah, sondern nur weitere Zersplitterung der linken Kräfte und Rückkehr zu Zielen und Politikformen der Nachkriegs-SPD befürchtete. Damit stellte der SDS das Selbstverständnis der älteren Linkssozialisten erstmals in Frage. Dies galt später als erster Schritt zu einer antiautoritären SDS-Position.
Von 1961 bis 1966 führte der SDS intensive Theorie- und Strategiedebatten, hauptsächlich zur Kritik traditioneller Arbeiterorganisationen, neuen Aktionsformen und der Rolle der Intelligenz. Beeinflusst von Charles Wright Mills meinten einige wie Michael Vester, nur die Intellektuellen könnten die Gesellschaft demokratisieren, da die Machteliten und Einbindung der Arbeiter in das Bestehende zu stark, unabhängige Aktionen der Lohnabhängigen weder zu erwarten noch aussichtsreich seien. Andere wie Wolfgang Abendroth hielten dagegen fest, sozialistische Intellektuelle müssten in Betriebe und Gewerkschaften hineinwirken, um politische Aktivität der Arbeiter zu wecken; diese allein sei effektiv. Abendroth betonte, die politische Apathie der Arbeiter sei kein allgemeines Merkmal des Spätkapitalismus, sondern historische Besonderheit der bundesdeutschen Restauration nach dem Faschismus. Ossip K. Flechtheim betonte den Wandel der westdeutschen Parteien zu steuerfinanzierten verlängerten Staatsorganen infolge der Fünf-Prozent-Hürde in Deutschland und des Verlustes innerparteilicher Demokratie. Der Bürokratisierungsprozess der SPD, den Robert Michels schon 1914 erkannt habe, sei heute durch straffe zentrale Führung von oben ohne Mitgliedermitsprache vollendet worden. SDS-Vertreter machten hierarchisch-autoritäre Strukturen aller Linksparteien, in denen sich kapitalistische Entfremdung wiederhole und spiegele, für das Scheitern jeder sozialistischen Revolution verantwortlich. Schon 1961 hatte Flechtheim auf soziale Bewegungen mit Einzelzielen (single purpose movements) in den USA verwiesen, die Bürger politisieren und einen lebensnotwendigen demokratisierenden Einfluss ausüben könnten. Sozialisten müssten sich für klar definierte Einzelziele mit nichtsozialistischen Protestbewegungen und Nichtregierungsorganisationen verbünden. 1963 bildete der SDS ein Referat, das seine Aktionskonzepte der Ostermarsch-Bewegung, anderen Studentenverbänden und Gewerkschaften vermitteln sollte. 1965 fasste Michael Vester Auslöser und Perspektiven der direkten Aktion nach den Erfahrungen der Bürgerrechtsbewegung in den USA zusammen. Diese Debatten blieben im SDS praktisch zunächst folgenlos, bereiteten aber seine Wendung zur antiautoritären Revolte mit vor.
Ab 1964 suchte der SDS-Vorstand für hochschul- und deutschlandpolitische Ziele Bündnisse mit anderen Hochschulgruppen. Dazu schloss er im Mai 1964 mit dem SHB, den die SPD-Führung inzwischen ebenfalls ablehnte, mit den linksliberalen Verbänden Humanistische Studentenunion und Liberaler Studentenbund Deutschlands sowie dem Bund für Deutsch-Israelische Studiengruppen das Höchster Abkommen. Gemeinsam organisierten sie am 30. Mai 1965 den bundesweiten Kongress Demokratie vor dem Notstand gegen die damals vorbereiteten Notstandsgesetze, in denen sie die „Gefahr eines Staatsstreichs von oben“ sahen. Beteiligt waren namhafte Wissenschaftler und die IG Metall, die ihren Kontakt zum SDS beibehielt.

## Antiautoritärer Kurs und APO-Führungsrolle (1965–1968)
Die Situationisten und Hauptvertreter der Gruppe Subversive Aktion Dieter Kunzelmann, Frank Böckelmann (München), Rudi Dutschke und Bernd Rabehl (Westberlin) stießen Anfang 1965 zum SDS. Am 28. Februar 1965 wurde Dutschke in den Politischen Beirat des Berliner SDS gewählt. Die Subversiven hatten zuvor schon provokative Stör- und Flugblattaktionen durchgeführt, stützten sich auf die radikale Kulturkritik der Frankfurter Schule und brachten ein starkes Interesse an antiautoritären Traditionen der Arbeiterbewegung in den SDS ein. Ab August 1964 hatten sie in der Zeitschrift Anschlag Zusammenhänge zwischen dem kapitalistischen Weltmarkt und den antikolonialen Befreiungsbewegungen der Dritten Welt und eine mögliche Solidarisierung mit diesen erörtert. Die „Aktion der Rätesozialisten“ des SDS München orientierte sich an dem Werk von Otto Rühle (Politiker, 1874) „Von der bürgerlichen zur proletarischen Revolution“ (1924). Sie wollte die „Fähigkeit der arbeitenden Klasse zu ihrer Selbstbestimmung“ fördern und warnte mit Flugblättern zur Maifeier 1965 vor „Bürokraten und Apparatschiks“ in SPD, KPD und DGB. Obwohl die Aktion im Sommer 1966 zerfiel, identifizierte sich eine SDS-Mehrheit ab 1967 mit dem Rätekommunismus der Weimarer Republik. – Seit dem Ende des Algerienkriegs (1962) solidarisierte sich der SDS mit antikolonialen Kämpfen. Die „Aktion für internationale Solidarität“ organisierte im Dezember 1964 in Berlin eine Protestdemonstration gegen den Ministerpräsidenten des Kongo Moïse Tschombé, die spontan von der polizeilichen Route abwich und so viel Publizität erhielt. Darin sah der SDS später den Beginn einer antiautoritären Kulturrevolution, die alle „Werte und Normen der Etablierten“ in Frage stellen und der „Selbstaufklärung“ der aktiv Beteiligten dienen sollte. Der Berliner SDS entwickelte die begrenzte Regelverletzung zu einer bewussten Demonstrationstaktik, etwa durch eine überraschende nicht genehmigte Plakataktion gegen den Vietnamkrieg im Frühjahr 1966. Dutschke sah solche illegalen Aktionen als notwendige Unterstützung des Vietcong gegen den Imperialismus, während der SDS-Bundesvorstand sie als Verstoß gegen die interne demokratische Willensbildung und mögliche Existenzgefährdung ablehnte. Der Konflikt verstärkte sich beim Frankfurter Kongress „Vietnam – Analyse eines Exempels“ (Mai 1966), den der Bundesvorstand organisierte. Mehrere SDS-Hochschulgruppen bereiteten wissenschaftliche Analysen des US-Kriegseinsatzes in Vietnam und seiner Stützung durch die Bundesrepublik vor. Ziel war, den verschiedenen Hochschulverbänden, Gewerkschaften und sonstigen Gruppen fundierte Informationen zu geben, die Kriegsgegner in der Bundesrepublik zusammenzuführen und ihren Argumenten Publizität zu verschaffen. Dem entsprach das SDS-Programm der 21. Delegiertenkonferenz. Eine antiautoritäre SDS-Mehrheit lehnte es jedoch im Sommer 1966 als zu „traditionalistisch“ ab. Bei der großen Demonstration gegen den Vietnamkrieg im Dezember 1966 übernahm der Berliner SDS die Taktik der niederländischen Provo-Bewegung.
Unter dessen Führung wandelte sich ein Großteil des SDS zu einer in ihrem Selbstverständnis antiautoritären, undogmatisch-linken Organisation mit teilweise anarchistischen Zügen. Ihr Verhältnis zu den sozialistischen Staaten Osteuropas war uneinheitlich. Dem Bericht eines Stasi-Spitzels im SDS zufolge soll Dutschke etwa vom „Scheiß-Sozialismus“ der DDR gesprochen haben. Gleichzeitig hielt sich ein orthodoxer Flügel, der weiterhin für enge Zusammenarbeit mit Ost-Berlin eintrat; gegen die antiautoritäre Fraktion konnte er sich jedoch nicht durchsetzen.
Ab 1965 galt der SDS als strategisch planende und taktisch operierende Kerntruppe der Außerparlamentarischen Opposition (APO) gegen die Notstandsgesetze. Mitte 1967 hatte der SDS nach eigenen Angaben 1600 bis 1800 Mitglieder, davon rund 300 in Berlin, 200 in Frankfurt und 200 in Marburg. Er organisierte unter anderem die Demonstration am 2. Juni 1967 in West-Berlin gegen den Schah mit, bei der der Westberliner Polizist Karl-Heinz Kurras den Studenten Benno Ohnesorg erschoss. Dies löste in der Folge bundesweite Studentenproteste aus. Auf deren Höhepunkt 1968 hatte der SDS mit bundesweit rund 2.500 Mitgliedern seine Hochphase, jedoch wurde er zunehmend von inneren Richtungskämpfen zerrissen.
Die örtlichen Zentren der marxistischen Traditionalisten waren in Köln, Marburg und München. An der Kölner Universität waren unter den SDS-Mitgliedern die Juristen stark vertreten, in München gab es eine starke Gruppe an der Kunstakademie. Die Mitgliederzahl in Berlin betrug 1968 etwa 500, in Frankfurt 400. In diesen beiden Städten konzentrierte sich die antiautoritäre Fraktion des SDS, die von den Traditionalisten als „Anarcho-Syndikalisten“ und „kleinbürgerliche Abweichler“ beschimpft wurde. So wird der Frankfurter „Lederjackenfraktion“ des SDS die Organisation des sog. Busenattentats auf Adorno zugeschrieben. Ende 1969 schlossen sich einige SDS-Gruppen des orthodoxen Flügels zur Assoziation Marxistischer Studenten zusammen, aus der später der Marxistische Studentenbund Spartakus hervorging. Andere SDS-ler vornehmlich aus dem vormals antiautoritären Flügel schlossen sich später den K-Gruppen an oder engagierten sich in den verschiedenen neuen sozialen Bewegungen.

## Zerfall und Auflösung (1969–1970)
Am 21. März 1970 wurde der SDS-Bundesverband schließlich auf einer „mehr oder weniger zufällig zusammengewürfelte(n) Versammlung im Frankfurter Studentenhaus“ per Akklamation aufgelöst. Nur vereinzelt arbeiteten danach noch örtliche SDS-Gruppen weiter, so zum Beispiel in Heidelberg bis zum Verbot der dortigen Gruppe am 24. Juni 1970, oder in Köln, wo noch im Sommersemester 1971 eine SDS-Liste zur Studierendenparlamentswahl antrat.

## Bundesvorsitzende
| Name                                                                    | Amtszeit  |
| ----------------------------------------------------------------------- | --------- |
| Heinz-Joachim Heydorn (britische Besatzungszone) Alfred Hooge (US-Zone) | 1946–1947 |
| Helmut Schmidt Karl Wittrock                                            | 1947–1948 |
| John van Nes Ziegler Rolf Recknagel                                     | 1948–1949 |
| John van Nes Ziegler                                                    | 1949–1951 |
| Günther Bantzer                                                         | 1951–1952 |
| Ulrich Lohmar                                                           | 1952–1955 |
| Otto Fichtner                                                           | 1955–1956 |
| Johannes Reinhold                                                       | 1956–1957 |
| Wolfgang Büsch                                                          | 1957–1958 |
| Oswald Hüller                                                           | 1958–1959 |
| Günter Kallauch                                                         | 1959–1960 |
| Michael Schumann                                                        | 1960–1961 |
| Eberhard Dähne                                                          | 1961–1962 |
| Dieter Sterzel                                                          | 1962–1963 |
| Manfred Liebel                                                          | 1963–1964 |
| Helmut Schauer                                                          | 1964–1966 |
| Reimut Reiche                                                           | 1966–1967 |
| Karl Dietrich Wolff                                                     | 1967–1968 |
| kommissarische Vorstände ohne Vorsitzenden                              | 1968–1970 |

## Plakate
Immer wieder gab es geschichtsträchtige Plakate vom SDS. Als im Frühling 1967 der Schah nach Deutschland kam, wurden in der Nacht vom 30. zum 31. Mai von SDS-Mitgliedern und der Konföderation Iranischer Studenten (CIS) in ganz Berlin Plakate geklebt. Auf dem Plakat befand sich ein Steckbrief des Schahs mit der Überschrift „Mord“.
Das wohl berühmteste Plakat war eine Persiflage auf ein Plakat der Deutschen Bundesbahn (DB). Jürgen Holtfreter und Ulrich Bernhardt kreierten ein Bild mit den Köpfen von Karl Marx, Friedrich Engels und Lenin und dem Slogan „Alle reden vom Wetter. Wir nicht.“ Das Plakat bekam Kultstatus und hing schnell in vielen Studentenwohnungen und an vielen anderen Orten.
Am 10. Dezember 1966 fand eine Vietnam-Demonstration in Berlin statt. Dabei wurde ein Weihnachtsbaum, der mit einem Sternenbanner geschmückt war, sowie ein Transparent „Spießer aller Länder, vereinigt Euch!“ verbrannt.

## Nachfolgegruppen
Der im Mai 2007 gegründete Studentenverband Die Linke.SDS trägt in bewusster Anknüpfung an die 68er-Bewegung ebenfalls den Namen SDS, steht mit diesem jedoch in keiner organisatorischen Verbindung.